# گره مشت‌میمونی

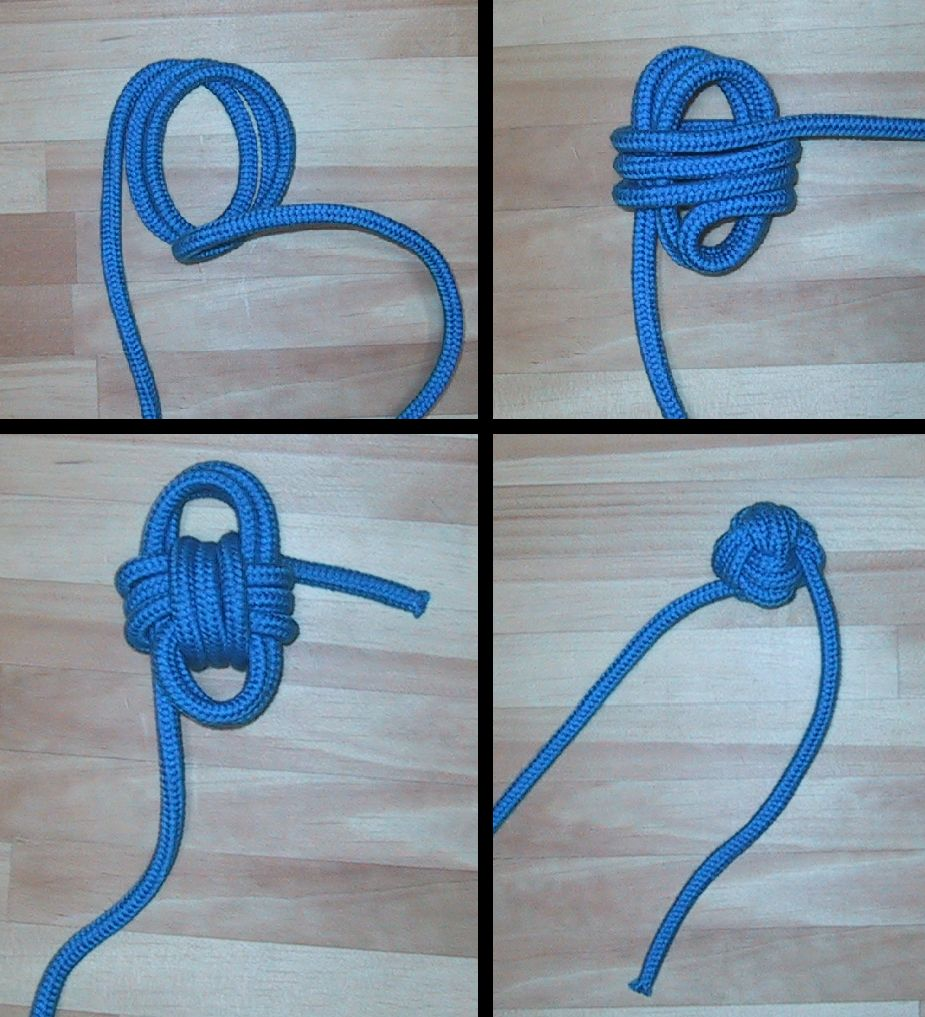
نمایی از طریقه بستن گره مشت‌میمونی

گره مشت‌میمونی (double carrick bend) گرهی است برای سنگین کردن انتهای طناب‌پران که از چند دور تاباندن طناب به دور خود ساخته می‌شود.